# Вайнгартен (Баден)
Вайнгартен (нем. Weingarten) — община в Германии, в земле Баден-Вюртемберг.
Подчиняется административному округу Карлсруэ. Входит в состав района Карлсруэ. Население составляет 9949 человек (на 31 декабря 2010 года). Занимает площадь 29,40 км².
- Вокзал